# Zeteana
Zeteana is een geslacht van weekdieren uit de klasse van de Gastropoda (slakken).

## Soort
- Zeteana ljiljanae Glöer & Pešić, 2014